# 辣手保姆
《辣手保姆》（英語：The Babysitter）是一部2017發行的美國青春喜劇恐怖電影，導演是麥克G，劇本由布萊恩·杜菲爾德撰写。由薩瑪拉·維文、猶大·劉易斯、漢娜·梅·李、羅比·艾梅爾和貝拉·索恩主演。此電影由Netflix於2017年10月13日發行，受到了來自評論家的好評。2019年9月26日，Netflix宣布續集《辣手保姆：女王蜂》，於2020年9月10日播放。

## 劇情
柯爾過了上床時間還不睡，卻發現自己火辣的臨時保母是恐怖邪教成員，而且逼他封口絕不手軟。

## 演員
- 薩瑪拉·威明 飾 碧伊（Bee）
- 猶大·劉易斯（英语：Judah Lewis）  飾 柯爾（Cole）
- 漢娜·梅·李（英语：Hana Mae Lee） 飾 桑雅（Sonya）
- 羅比·艾梅爾 飾 麥斯（Max）
- 貝拉·索恩 飾 艾莉森（Allison）
- 金·巴赫（英语：King Bach） 飾 約翰（John）
- 艾蜜莉·艾琳·林德 飾 梅蘭妮（Melanie）
- 蕾絲莉·畢柏（英语：Leslie Bibb） 飾 柯爾媽媽
- 肯·馬里諾 飾 柯爾爸爸
- 道格·哈利(Doug Haley) 飾 山繆(Samuel)
- 麥爾斯·J·哈維(Miles J. Harvey) 飾 傑瑞米(Jeremy)
- 克里斯·懷爾德（英语：Chris Wylde） 飾 胡安(Juan)

## 發行
2016年年尾，Netflix從新線影業得到了此電影的發行權。此電影的首播日是在2017年10月13日。

## 外部連結
- 在Netflix上觀看《辣手保姆》
- 互联网电影数据库（IMDb）上《辣手保姆》的资料（英文）
- 爛番茄上《辣手保姆》的資料（英文）
- 豆瓣电影上《辣手保姆》的資料 （简体中文）